# 无锡数字电影产业园
31°28′07″N 120°16′26″E / 31.46851°N 120.27377°E
无锡数字电影产业园（英語：Wuxi Studios），又称无锡国家数字电影产业园、华莱坞，是位于中华人民共和国无锡市滨湖区的一个国家级数字电影产业园。

## 沿革
无锡数字电影产业园由国家广电总局与江苏省人民政府签订战略合作协议，是部省共建的电影产业园区。该园总规划面积6平方公里，分为中心平台区、制作集聚区、预留发展区和产业配套区。产业园以数字电影拍摄、后期制作为主。2010年10月，经国家广电总局批复成立，是2010年底中国仅有的两家经批准成立的之一。2013年，成为首批江苏省文化科技产业园之一。

## 图库

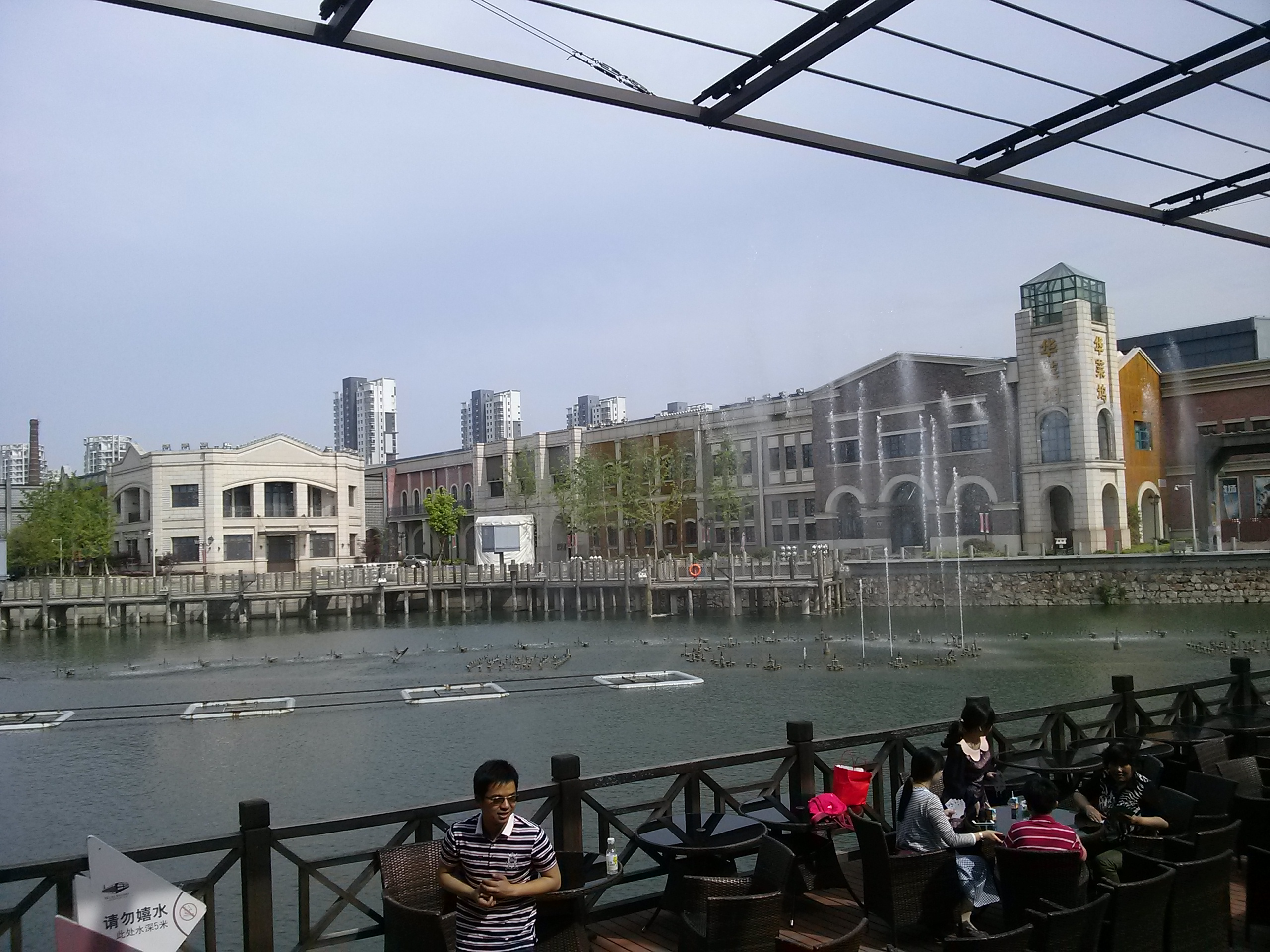
无锡数字电影产业园
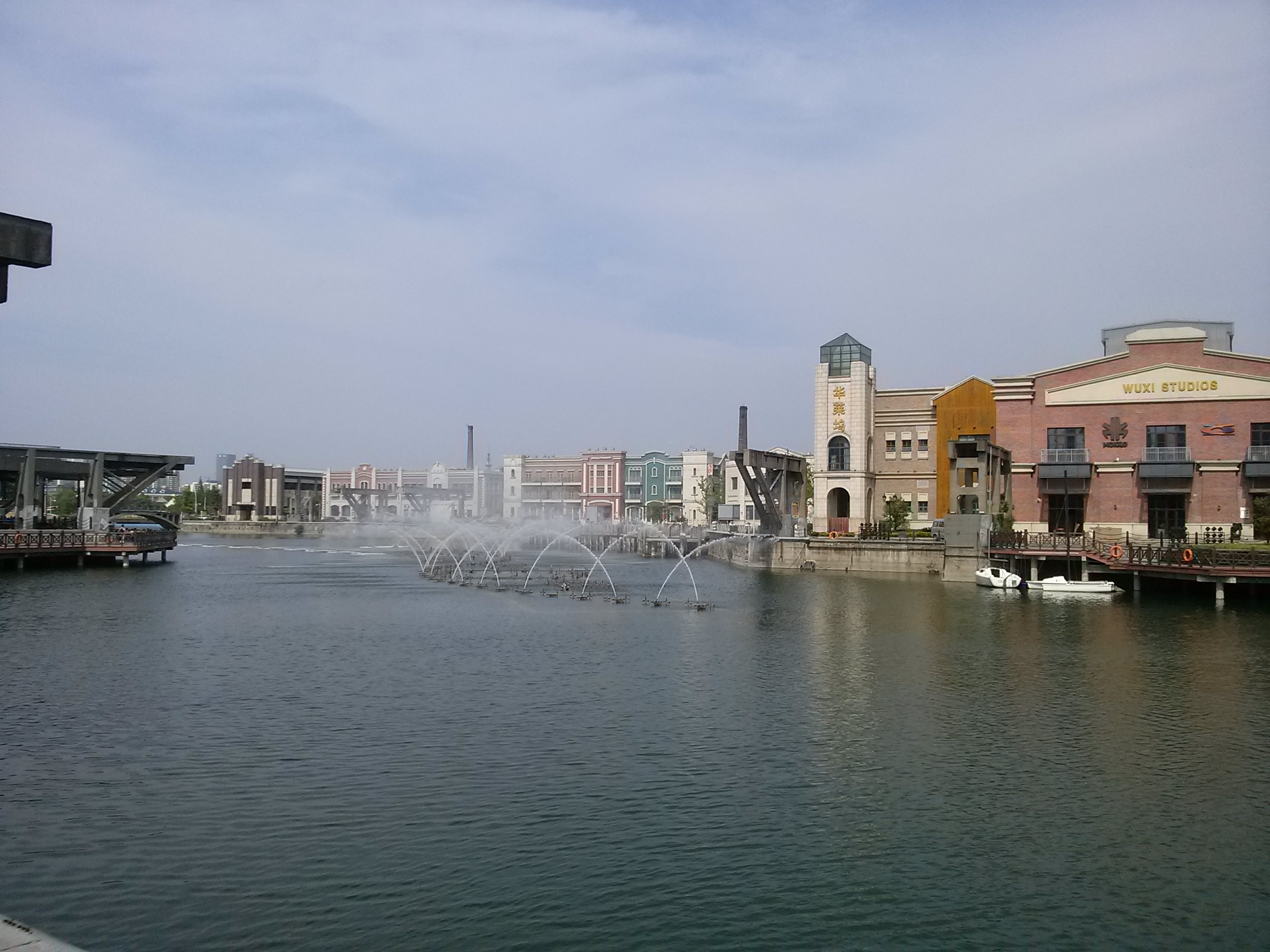
无锡数字电影产业园